# Rodamilans
Rodamilans és una masia de Selvanera, al municipi de Torrefeta i Florejacs (Segarra) que forma part de l'Inventari del Patrimoni Arquitectònic de Catalunya.

## Descripció
És un conjunt d'edificis amb funció d'habitatge i ramadera. Hi ha dos cossos principals. Un que només té funció d'habitatge i l'altre que també té funció d'habitatge a la planta superior però a la part inferior hi ha les quadres. L'edifici que només té funció d'habitatge, a la façana est, a la planta baixa, hi ha una entrada amb llinda de fusta, té dues obertures al tercer pis amb llinda de fusta. A la façana sud, no té cap obertura. A la façana oest hi ha una finestra amb llinda de fusta al darrer pis. A la façana nord no hi ha cap obertura. La coberta és de dos vessants (Sud-Nord), acabada en teula.
Adjunt a la façana Oest, hi ha l'altre cos. A la façana sud, hi ha dues entrades amb llinda de fusta a la planta baixa, al pis superior, hi ha dues finestres amb llinda de fusta. A la part esquerra hi ha un petit edifici. A la façana oest, només destacar una gran obertura a la part dreta i al darrer pis, fruit de l'estat de la façana. A la façana Nord, hi ha dues finestres a la segona planta. La coberta es troba en estat deficient, és de dos vessants (Nord-Sud), acaba en teules.
El petit edifici adjunt a la sud d'aquest darrer, només té una entrada amb llinda de fusta, a la façana est. Davant de la façana est del primer edifici descrit, hi ha les restes d'altres edificis.
Es troba rodejada de camps de blat.
S'hi arriba per la carretera L-314 en direcció a Sanaüja, al km 5,5, s'agafa un trencall a la dreta.